# البيريدين (صفحة البيانات)
توفر هذه الصفحة بيانات كيميائية تكميلية عن مادة البيريدين(pyridine).

## بيانات سلامة المواد
قد يتطلب التعامل مع هذه المادة الكيميائية اتخاذ احتياطات أمان ملحوظة. لذلك، نوصي بشدة بالبحث عن ورقة بيانات سلامة المواد (MSDS) الخاصة بها من مصدر موثوق مثل مثل eChemPortal، واتباع توجيهاتها. حيث تتوفر MSDS من شركة Sigma - Aldrich.

## البنية والخصائص
| البنية والخصائص          | البنية والخصائص                                                                                             |
| ------------------------ | --- |
| معامل الانكسار، ند       | 1.509 في 20 درجة مئوية                                                                                      |
| رقم آبي                  | ؟ |
| ثابت العزل الكهربائي، εr | 12.3 ε0 عند 25 درجة مئوية                                                                                   |
| قوة الرابطة              | ؟ |
| طول الرابطة              | ؟ |
| زاوية الرابطة            | ؟ |
| القابلية المغناطيسية     | ؟ |
| التوتر السطحي            | 40.8 داين/سم عند 0 درجة مئوية </br> 38.0 داين/سم عند 20 درجة مئوية </br> 26.4 ديناميك/سم عند 100 درجة مئوية |
| اللزوجة                  | 0.974 ميجا باسكال ثانية عند 20 درجة مئوية                                                                   |

## الخصائص الديناميكية الحرارية
| الأشعة فوق البنفسجية والمرئية          | الأشعة فوق البنفسجية والمرئية |
| -------------------------------------- | ----------------------------- |
| λالحد الأقصى                           | ؟ ن م                         |
| معامل الانقراض، ε                      | ؟                             |
| الأشعة تحت الحمراء                     |                               |
| نطاقات الامتصاص الرئيسية               | ؟ سم− 1                       |
| الرنين النووي المغناطيسي               |                               |
| الرنين النووي المغناطيسي للبروتون      |                               |
| الرنين النووي المغناطيسي للكربون-13    |                               |
| بيانات الرنين المغناطيسي النووي الأخرى |                               |
| مطيافية الكتلة                         |                               |
| كتل من </br> الأجزاء الرئيسية          |                               |

| P بالملم زئبق                | P بالملم زئبق                | 1     | 10   | 40   | 100  | 400  | 760   |
| درجة الحرارة بالدرجة المئوية | درجة الحرارة بالدرجة المئوية | -18.9 | 13.2 | 38.0 | 57.8 | 95.6 | 115.4 |